# 곤잘로 로페즈 갈레고

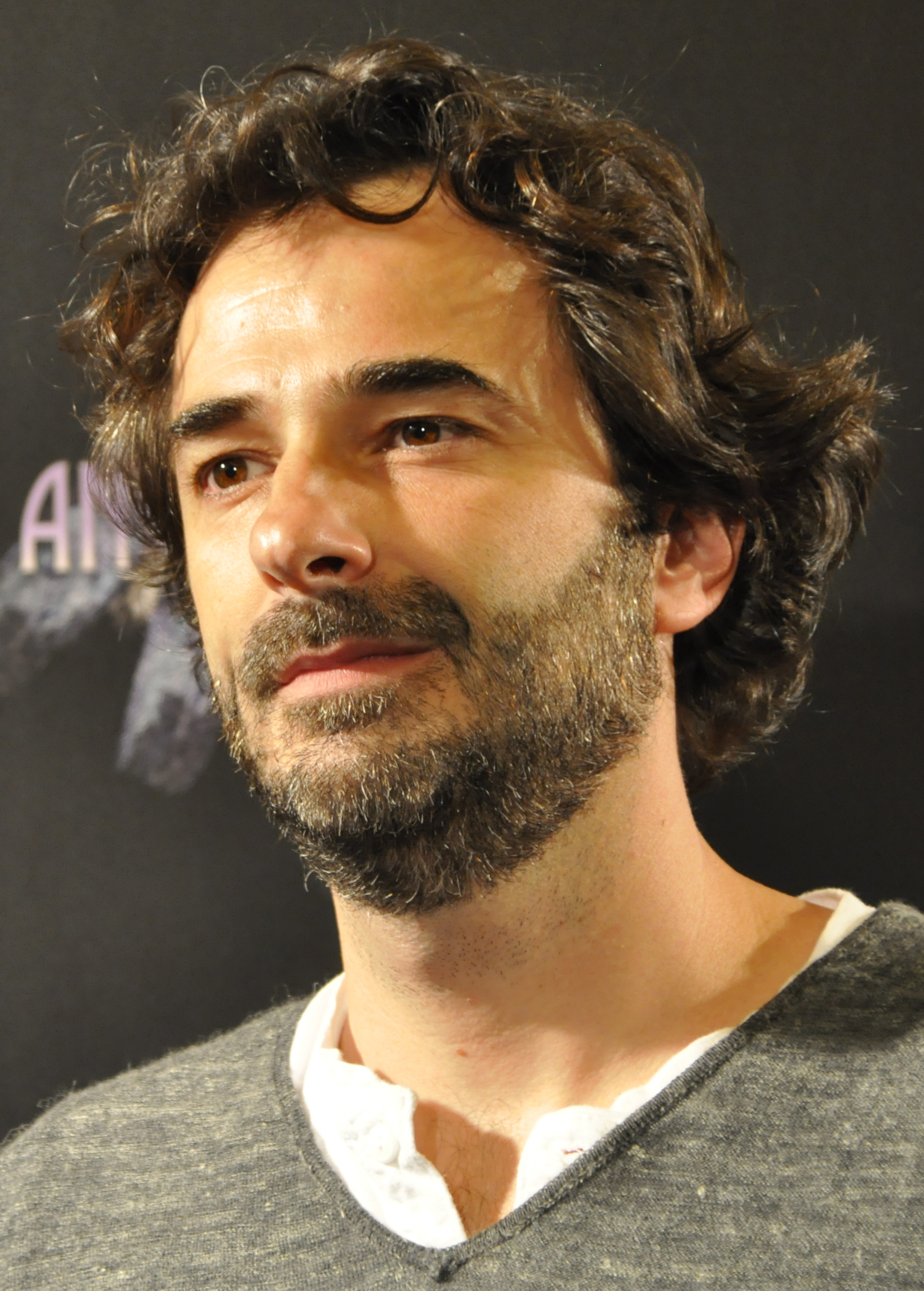

곤잘로 로페즈 갈레고(Gonzalo López-Gallego, 1973년 6월 27일~)는 스페인 마드리드 출신인 감독이다. 영화 킹 오브 더 힐 과블루스킨,아폴로 18을 만든 감독이다.